# مركز التنوع البيولوجي الطبيعي
مركز التنوع البيولوجي الطبيعي هو متحف للتاريخ الطبيعي ومركز أبحاث في التنوع الحيوي يقع في لايدن،هولندا.زار المتحف في 2013 حوالي 285ألف زائر.